# 敦達加城堡

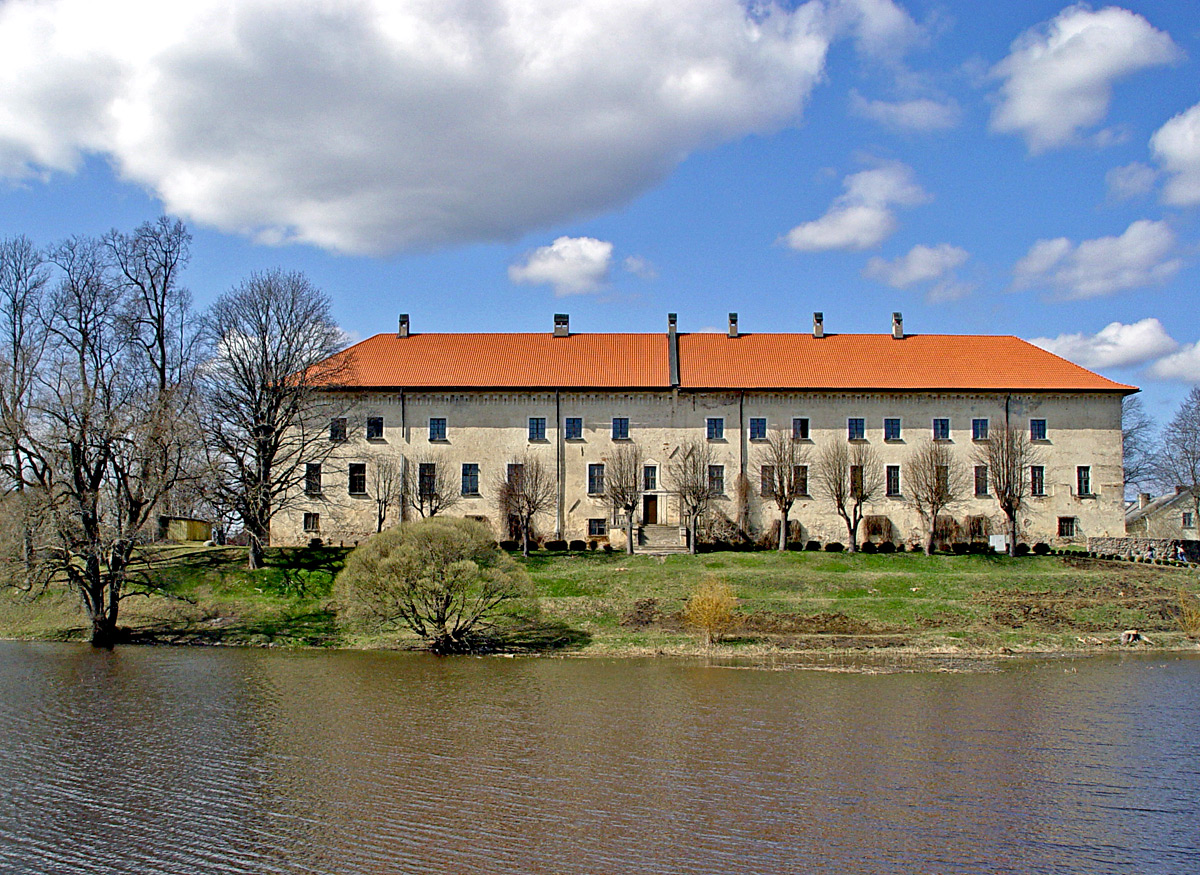

敦達加城堡（Dundaga Castle）是拉脫維亞城鎮敦達加的一座中世紀城堡。這座城堡首次被文獻中被提及是在1318年。城堡三面環水。

### 延伸阅读
- Bankau J.F. Dondangen, Ritterschloss und Privatgut in Kurland. Dorpat, 1855. （德語）

## 外部連結
- Dundaga castle
- Ambermarks - Dundaga medieval castle （页面存档备份，存于）
- 维基共享资源上的相關多媒體資源：敦達加城堡